# Rozwój społeczno-gospodarczy
Rozwój społeczno-gospodarczy – proces pozytywnych zmian ilościowo-jakościowych, dzięki którym w sferze wszelakiej działalności gospodarczej, kulturowej i społecznej oraz stosunków społeczno–produkcyjnych i polityczno–ustrojowych zwiększają się i udoskonalają istniejące zjawiska, a także powstają i rozwijają się nowe zjawiska. Zmiany te zachodzą w ujęciu czasowym i przestrzennym.